# Kenny Kersey

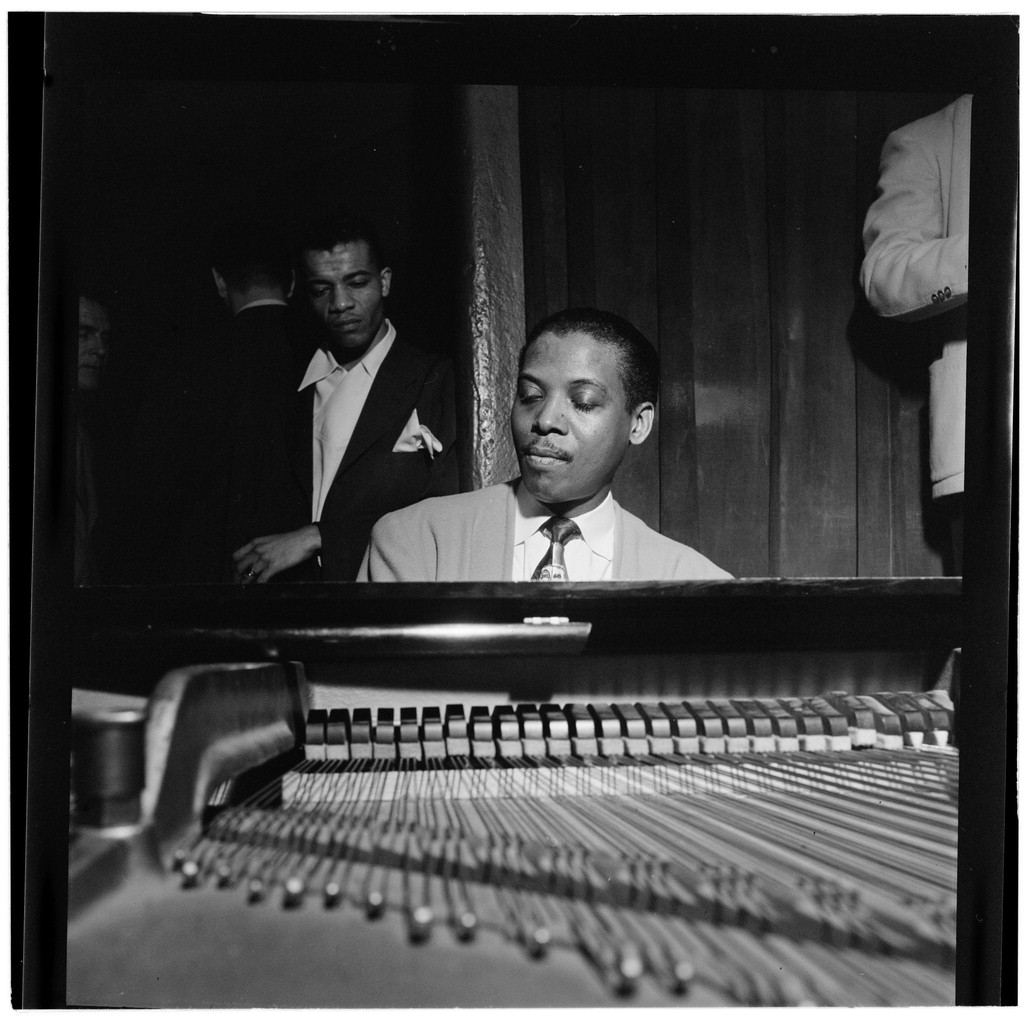
Kenny Kersey bei einem Auftritt im Café Society, New York, ca. Juni 1947.
Fotografie von William P. Gottlieb.

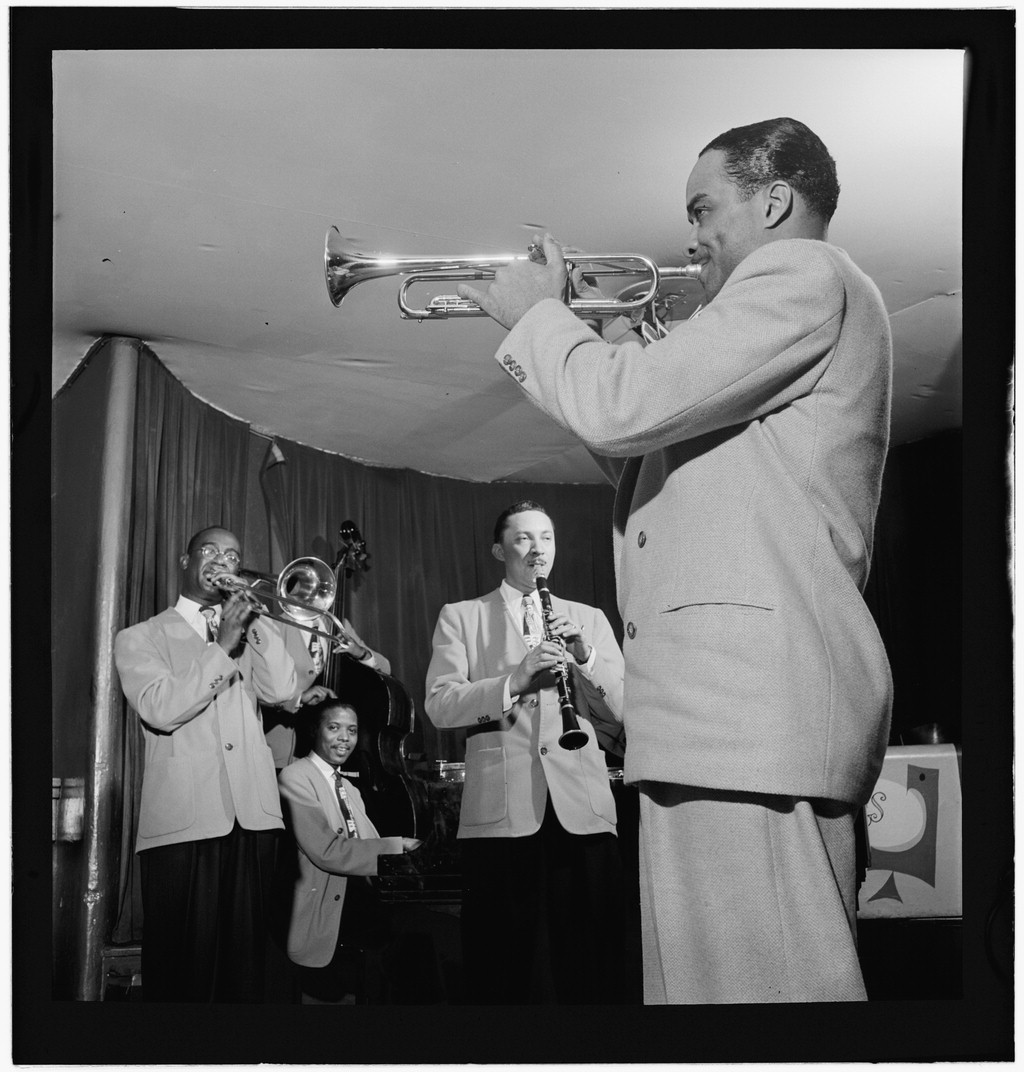
Kenny Kersey (im Hintergrund) mit (von links) Ted Kelly, Benny Fonville, Scoville Brown und Buck Clayton bei einem Auftritt im Café Society. Foto: Gottlieb (1947)

Kenneth Lyons „Kenny“ Kersey, auch Ken Kersey (* 3. April 1916 in Harrow/Ontario; † 1. April 1983 in New York City) war ein kanadischer Jazzpianist und Komponist, der die meiste Zeit seiner Karriere in den Vereinigten Staaten lebte.

## Biographie
Kersey stammte aus einer musikalischen Familie und lernte zunächst bei seiner Mutter Klavier. Er studierte am Detroit Institute of Musical Arts Piano und Trompete. 1936 zog er nach New York City, wo er als Trompeter begann und dann als Pianist bei Lucky Millinder, Billy Hicks, Frankie Newton, Billie Holiday („You're too Lovely to Last“, 1939), Roy Eldridge, Red Allen, Frankie Newton und Cootie Williams arbeitete. 1942 ersetzte er Mary Lou Williams in der Band von Andy Kirk; dieser nahm dessen Komposition „Boogie Woogie Cocktail“ auf, die dann auch von Red Allen eingespielt wurde. 1941 wirkte er bei den frühen Bebop-Sessions der Musiker um Dizzy Gillespie und Don Byas mit.
Nach dem Militärdienst, den er von 1943 bis 1945 in der Army ableistete und gelegentlich in Militärkapellen spielte, ging er von 1946 bis 1949 mit Jazz at the Philharmonic auf Tourneen, wo er im April 1946 Gelegenheit hatte, mit Charlie Parker, Lester Young und Coleman Hawkins aufzutreten („I Can’t Get Started“). In den 1950er Jahren arbeitete er erneut mit Roy Eldridge und Red Allen, außerdem mit weiteren Musikern des Swing und Mainstream Jazz, wie den Ruby Braff All Stars (1949 sowie auf Hustlin’ and Bustlin’, 1954), Bud Freeman, Clyde Bernhardt (alias Ed Barron, 1953), Buck Clayton, Jonah Jones, Vic Dickenson, Edmond Hall, Jack Teagarden, Jimmy Hamilton; Sol Yaged und Charlie Shavers. Ende der 1950er Jahre musste er sich wegen einer Knochenerkrankung aus dem Musikgeschäft zurückziehen. Im Laufe seiner Karriere hatte er mehrmals Gelegenheit, unter eigenem Namen aufzunehmen, so 1946 in Triobesetzung für Savoy, an der auch Bassist Billy Taylor mitwirkte, für Clef 1949, mit Bassist Benny Fonville und Buddy Rich (JATP Boogie/Sweet Lorraine) für Circle Records 1950 und schließlich 1951 für Foxy Records, bei der auch Hot Lips Page und Paul Quinichette mitwirkten.

## Diskographische Hinweise
- Bird and Pres – The ’46 Concerts Jazz at the Philharmonic

## Lexigraphische Einträge
- Carlo Bohländer, Karl Heinz Holler: Reclams Jazzführer (= Reclams Universalbibliothek. Nr. 10185/10196). Reclam, Stuttgart 1970, ISBN 3-15-010185-9.
- Leonard Feather, Ira Gitler: The Biographical Encyclopedia of Jazz. Oxford University Press, New York 1999, ISBN 0-19-532000-X.